# Арыкбалык (озеро, Мамлютский район)
Арыкбалык (устар. Алыкбалык; каз. Арықбалық) — озеро в Мамлютском районе Северо-Казахстанской области Казахстана. Находится в 14 км к востоку от села Новомихайловка, севернее села Трудовое.
По данным топографической съёмки 1940-х годов, площадь поверхности озера составляет 1,12 км². Наибольшая длина озера — 1,5 км, наибольшая ширина — 0,9 км. Длина береговой линии составляет 4 км, развитие береговой линии — 1,04. Озеро расположено на высоте 132,2 м над уровнем моря.
С казахского Арыкбалык переводится как тощая рыба.